# Die Csárdásfürstin
Die Csárdásfürstin (literalment La princesa de Csárdás, també es coneix com La Princesa Gitana) és una opereta en 3 actes del compositor hongarès Emmerich Kálmán, sobre un llibret de Leo Stein i Bela Jenbach. Es va estrenar al Johann Strauß-Theater de Viena el 17 de novembre de 1915. Se n'han fet nombrosos enregistraments i és àmpliament representada a través d'Europa, particularment a Hongria, Àustria, Alemanya i l'antiga Unió Soviètica, on va ser adaptada a una pel·lícula popular. És l'obra més famosa de Kálmán.

## Personatges

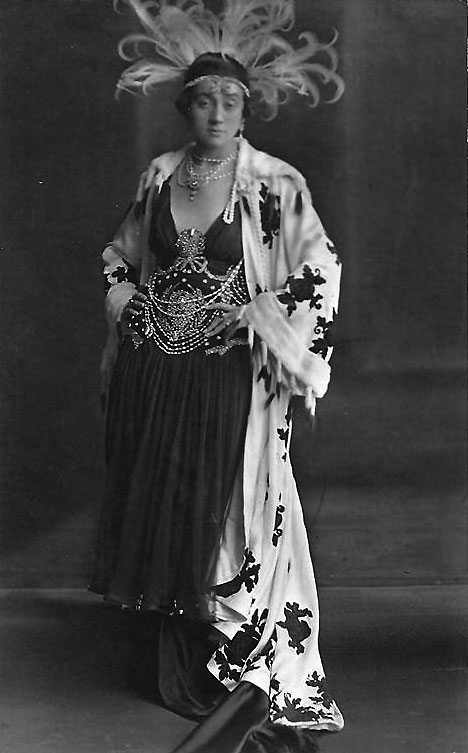
Naima Wifstrand com a Comtessa Stasi, 1916

| Funció                      | Tipus de veu     | Repartiment estrena, 17 novembre 1915 (Director: Artur Guttmann) |
| --------------------------- | ---------------- | ---------------------------------------------------------------- |
| Sylva Varescu               | soprano          | Mizzi Günther                                                    |
| Edwin Ronald                | Baríton/de tenor | Karl Bachmann                                                    |
| Comtessa Stasi              | soprano          | Susanne Bachrich                                                 |
| Comte Boni Káncsiánu        | Tenor            | Josef König                                                      |
| Feri von Kerekes            | Baix             | Antal Nyárai                                                     |
| Anhilte                     | contralto        | Gusti Macha                                                      |
| Leopold Maria               | Baix             |                                                                  |
| Oberleutnant von Rohnsdorff | Baix             |                                                                  |
| Un americà                  | Baix             |                                                                  |